# ジェームス・ピータース
ジェームス・グラント・ピータース（James Grant Perters、1953年9月30日 - ）は、アメリカ合衆国出身の元プロ野球選手（外野手・投手）左投左打。

## 来歴・人物
アメリカ3Aから俊足・強肩を買われて1981年に当時の横浜大洋ホエールズに入団。1981年8月6日の対阪神タイガース戦で代打満塁本塁打を放ち、規定打席不足ながら2割7分3厘をマークするなど1年目は打撃でも活躍した。
1982年にはマイク・ラム、マーク・ブダスカが入団。当時は一軍の外国人選手登録は同時に2人までという規定があったため第3の外国人となる。
そのためファーム暮らしに甘んじていたが、シーズン後半になって突然投手に転向し話題を呼んだ。当時の大洋は左投手不足だった所に目をつけ左投げを活かしての転向だったが、登板のないまま同年で解雇。2年目に監督を務めた関根潤三からは「ピーちゃん」と呼ばれていた。
その後、メキシカンリーグで2年間プレーして引退した。
高木豊によるとスイカが大好きであったという。

## 詳細情報

### 年度別打撃成績
| 年 度    | 球 団    | 試 合 | 打 席 | 打 数 | 得 点 | 安 打 | 二 塁 打 | 三 塁 打 | 本 塁 打 | 塁 打 | 打 点 | 盗 塁 | 盗 塁 死 | 犠 打 | 犠 飛 | 四 球 | 敬 遠 | 死 球 | 三 振 | 併 殺 打 | 打 率 | 出 塁 率 | 長 打 率 | O P S |
| -------- | -------- | ----- | ----- | ----- | ----- | ----- | -------- | -------- | -------- | ----- | ----- | ----- | -------- | ----- | ----- | ----- | ----- | ----- | ----- | -------- | ----- | -------- | -------- | ----- |
| 1981     | 大洋     | 123   | 345   | 308   | 37    | 84    | 10       | 2        | 15       | 143   | 40    | 8     | 5        | 0     | 3     | 33    | 4     | 1     | 88    | 7        | .273  | .345     | .464     | .809  |
| 1982     | 大洋     | 14    | 20    | 19    | 1     | 2     | 0        | 0        | 1        | 5     | 3     | 0     | 0        | 0     | 0     | 1     | 0     | 0     | 7     | 0        | .105  | .150     | .263     | .413  |
| NPB：2年 | NPB：2年 | 137   | 365   | 327   | 38    | 86    | 10       | 2        | 16       | 148   | 43    | 8     | 5        | 0     | 3     | 34    | 4     | 1     | 95    | 7        | .263  | .334     | .453     | .787  |

### 記録
- 初出場・初先発出場：1981年4月7日、対読売ジャイアンツ1回戦（横浜スタジアム）、6番・中堅手で先発出場
- 初安打：同上、江川卓から単打
- 初本塁打：1981年4月9日、対読売ジャイアンツ3回戦（横浜スタジアム）、4回裏に新浦壽夫からソロ

### 背番号
- 4（1981年 - 1982年）